# Trio per a clarinet, Op. 114 (Brahms)
El Trio per a clarinet en la menor, Op. 114, és una obra de Johannes Brahms escrita per a clarinet, violoncel i piano; fou composta el 1891. Van fer una primera interpretació del trio en una sessió amb amics a la casa pairal de Meiningen; més tard, Brahms, Richard Mühlfeld i Robert Hausmann van interpretar el trio durant una de les “tardes de concerts” organitzades pel quartet Joachim a Berlín el 1892.
El trio és la primera de les quatre obres de càmera que dedica al clarinet, en les quals el compositor "redueix les dimensions però incrementa la densitat del què vol dir". Aquestes quatre composicions per a clarinet marquen una nova concepció de l'instrument i la seva funció dins la música de cambra.

## El trio dins la producció de Brahms
L'obra pertany a l'última etapa de la producció del compositor. Brahms pensava retirar-se a principis de 1890 amb la publicació de la versió revisada del Trio Op. 8, però durant la seva estada a Bad Ischl el 1891, va conèixer al gran clarinetista de l'orquestra de la cort de Meiningen Richard Mühlfeld, el domini del seu clarinet Ottensteiner i el so propi li va fer a Brahms abandonar la idea de deixar la composició. Marcat per aquesta trobada, va compondre el Trio per a clarinet Op. 114, el Quintet per a clarinet Op. 115 i les Dues sonates per a clarinet Op. 120.
Brahms va reanimar la música de cambra després de la mort de Robert Schumann, que havia estat un dels majors mestres en el gènere, i la va definir per a l'última part del segle XIX. Durant 40 anys, des del trio Op. 8 (1854) fins a les Sonates per a clarinet Op. 120 (1894), es crea una recopilació de 25 obres completes que és possiblement la major després de Beethoven. Són 23 obres (nombres d'Opus) en un conjunt de 122 obres les que Brahms dedica a la música de cambra; una posició similar a la que ocupa la música per a piano sol.
El Trio en la menor Op 114 és l'única obra que Brahms té per a la formació de clarinet, violoncel i piano. Això denota el seu gust per les combinacions d'instruments poc habituals. També hi ha una adaptació feta pel mateix compositor en què hi ha una viola en lloc del clarinet (Trio per a viola, violoncel i piano).

## Anàlisi musical
L'expert sobre la música de Brahms, I. Keys, veu un possible paral·lelisme entre idees del Doble concert Op. 102 i el trio. D'una banda, en les dues obres hi ha la mateixa tonalitat en els dos primers moviments, i per una altra, hi ha un tema en comú en el primer sistema (compàs 1-4) al que li segueix un altre tema (compàs 4-12) tocat pel clarinet que mostra una clara afinitat amb el segon tema del concert. Tot i així, en el concert es fa servir el tema amb un caràcter diferent al del trio (on s'utilitza en mode menor i amb molta més freqüència), i és el tema principal.
L'obra consta de quatre moviments:
1. Allegro alla breve (amb compàs 4/4)
2. Adagio (en re major, i compàs 4/4)
3. Andantino grazioso (en la major, i compàs 3/4)
4. Finale: Allegro (en la menor, i compàs 2/4 i 3/8)

### Primer moviment:Allegro
El primer moviment està en forma de sonata més lliure, el que significa que l'estructura del moviment es desmarca del disseny tradicional de la forma sonata. Brahms escriu aquest moviment amb l'amplitud de la tessitura del clarinet en la, i assoleix abastar tota la seva gamma de notes, arribant tan greu com a do♯, una nota que no es pot aconseguir en el clarinet en si bemoll.
El trio comença amb un solo de violoncel en el registre de tenor amb un tema en el qual les tres primeres notes formen un acord arpegiat de la menor; aquest tema conté el pla tonal de les tres tonalitats de l'exposició (la menor, do major i mi menor). No només les tonalitats, sinó que també la base del motius de cada grup temàtic està relacionada amb aquest inici. No és d'estranyar que Brahms prescindeixi de fer una reexposició.
El segon tema, que comença en el compàs 44, es presenta en la mediant i comença amb l'acord arpegiat descendent de la menor i amb la idea que ha introduït el piano en els compassos 4-5 i que ara serveix també com la base de l'acompanyament del piano en la melodia del violoncel. La melodia que tanca aquesta secció (compassos 67 i ss.) i que apareix en la tonalitat de la dominant menor, com el segon tema, es veu reflectida en l'acompanyament. Si el tema inicial de la quarta simfonia representa l'exemple més famós de l'estil personal de Brahms, la part final d'aquest moviment ofereix un bon exemple: els compassos 77-88 despleguen una cadena d'unes 32 connexions (que passen del clarinet al piano), que venen seguides d'una altra cadena que comença en el compàs 97 i està formada per altres 15 connexions del violoncel al clarinet. En aquest primer moviment Brahms utilitza ritmes fragmentats, amb molts arpegis i punts de pedal; en fer-ho, revela una certa inexperiència en l'escriptura per al clarinet en un entorn de cambra, però també mostra l'intent per aconseguir una escriptura contínua i clara per a aquest conjunt únic d'instruments.

### Segon moviment:Adagio
Com en el primer moviment, el violoncel i el clarinet interactuen molt, amb el piano imitant constantment aquesta interacció. Molts critiquen aquest estil de composició perquè manca de la certa profunditat que s'ha arribat a aconseguir en altres formacions de trio; tot i així, hi ha els que lloen aquest mètode d'escriptura de Brahms perquè les veus de clarinet i violoncel interactuen molt bé, i donen a la peça una certa textura que no s'aconsegueix amb cap altre tipus de conjunt de cambra.
Segons Keys, en aquest moviment, les tècniques de la variació i l'extensió de Brahms aconsegueixen una gran gamma d'expressivitat en un tot concís i coherent. El punt culminant, que estaria en els compassos 42-44, resol d'una manera nova en Brahms: el clarinet i violoncel baixen per octaves i després hi ha una reexposició reduïda de tot el material musical anterior. Aquesta no és la resolució típica en Brahms abans d'aquesta obra.

### Tercer moviment:Andantino grazioso
En el tercer moviment ens esperaríem un scherzo, però en el seu lloc hi ha un Andante grazioso amb el caràcter d'un vals o un länder com el dels Liebeslieder. No seria d'estranyar que més d'un coetani de Brahms se li dibuixés un somriure en escoltar aquest moviment. El länder es fa especialment evident a partir de la doble barra del compàs 113, ja que aquesta dansa sol tenir un acompanyament de semicorxeres (el clarinet) i la melodia amb figuració de negres (el violoncel). Aquest moviment rep la majoria de les crítiques del conjunt de l'obra. Brahms escriu per al clarinet en un estil tradicional i aconsegueix una melodia entusiasta i divertida. Les harmonies canvien bruscament o, de tant en tant, en un moviment més lineal per donar suport a la melodia tradicional que executa el clarinet i el violoncel: una raó per la qual aquest moviment es considera estructuralment inestable.

### Quart moviment:Allegro
El quart moviment és similar al primer, sobretot quant a la forma, construcció i tractament temàtic. La indicació de compàs torna a ser binària, però es presenten diversos canvis de compàs tant amb la mateixa subdivisió com amb diferents subdivisions, fet que no havia succeït fins ara. Per exemple, en els compassos 36-56 s'observen canvis a 2/4, 6/8 (compàs 38), 9/8 (compàs 40). Però aquesta sensació d'inestabilitat rítmica o de figures rítmiques desplaçades, en definitiva d'emiòlies constants, no és nova d'aquest moviment, sinó que és una característica del llenguatge compositiu de Brahms i es pot trobar en els altres moments de l'obra: compassos 22-24 del 1er moviment, compassos 37-40 del 2n moviment o compassos 41-48 del 3r moviment. En aquest moviment, Brahms juga amb el ritme més que els altres moviments, usant moltes síncopes entre el clarinet i el violoncel per transferir-se al quart tema del moviment.
En aquest moviment, Brahms varia la seva modulació harmònica de manera dràstica, però aconsegueix incloure la seva signatura F-A-F (Frei aber froh) en la progressió dels acords.

## Influències musicals
Pocs anys després de l'aparició d'aquest Trio en la menor, el jove compositor vienès Alexander von Zemlinsky (posteriorment, professor d'Arnold Schönberg) va compondre un Trio per a clarinet en re menor. El 1896 aquesta peça va guanyar el tercer premi en el concurs "Wiener Tonkünstlerverein". L'any següent, per una generosa recomanació de Brahms a Simrock (el seu editor), el Trio en re menor fou publicat com l'Op. 3 de Zemlinsky. El jove compositor va recordar després "com encara entre els meus col·legues [en aquells dies] es considerava particularment lloable el fet de compondre de la manera més brahmsiana possible". De fet, l'emulació de l'estil brahmsià està present en tot moment en el trio de Zemlinsky. Al llarg de l'obra, Zemlinsky s'esforça en desenvolupar i desplegar els seus temes mitjançant la tècnica preferida per Brahms del desenvolupament mitjançant la variació.
En aquest trio trobem signes d'una realitat que Hugo Leichtentritt va formular el 1922: “A partir del 1880, tota la música de cambra a Alemanya està d'alguna manera en deute amb Brahms". Per posar aquesta valoració amb una mica de perspectiva, hem de tenir en compte que un conservador com Max Bruch havia mort només dos anys abans que Leichtentritt formulés la frase i tres abans que Schönberg completés les seves primeres composicions dodecafòniques. I el que és encara més notable; que els estils tan diferents i amb tan poca relació entre si com són els de Bruch i Schönberg no es puguin entendre sense una referència significativa a Brahms.